# 麦子杰
麥子傑（1966年7月9日—），漢族，中國歌手，1994年發行首張專輯《相愛》而出道，之後因發展不順直至2013年底參加安徽衛視《我為歌狂》而回歸樂壇，備受矚目，活躍至今。

## 主要經歷
- 1966年 出生於廣東省廣州市一個普通家庭
- 1985年 考入星海音樂學院學習聲樂
- 1993年 簽約香港寶麗金唱片公司，是最早與香港唱片公司簽約的內地男歌手
- 1994年 發行專輯《相愛》
- 1995年 麥子傑的父母在家中被歹徒殺害，歹徒還放火燒了他的家，家裡的一切毀於一旦，事業陷入低谷[1]
- 1996年 與陳秀雯合唱亞洲電視《再見艷陽天》電視劇插曲《緣訂今生》，為其首次推出粵語歌曲及增加了香港的知名度。
- 2013年 参加安徽衛視《我為歌狂》[2][3]精英歌手比賽，而回歸樂壇，備受矚目[4]
- 2014年 發行新專輯《流光》[5][6]，嘆道「發唱片很奢侈，希望多唱現場」[7]。

## 音樂作品
麥子傑從1994年出道至今，共發行7張專輯
| 數量 | 發行時間       | 專輯名稱                       |
| ---- | -------------- | ------------------------------ |
| 1    | 1994年1月15日  | 《相愛》，8首新歌              |
| 2    | 1996年5月22日  | 《雨夜路人 常夢見你》，8首新歌 |
| 3    | 1998年1月15日  | 《知己》，10首新歌             |
| 4    | 2004年8月24日  | 《風中麥田》，10首新歌         |
| 5    | 2006年11月16日 | 《截然不同》 ，11首新歌        |
| 6    | 2014年2月20日  | 《流光》，10首新歌             |

## 外部連結
- 麥子傑 官方微博 （页面存档备份，存于）
- 麥子傑 官方音樂 （页面存档备份，存于）
- 東方風雲榜